# Lucas Franchoijs il Vecchio

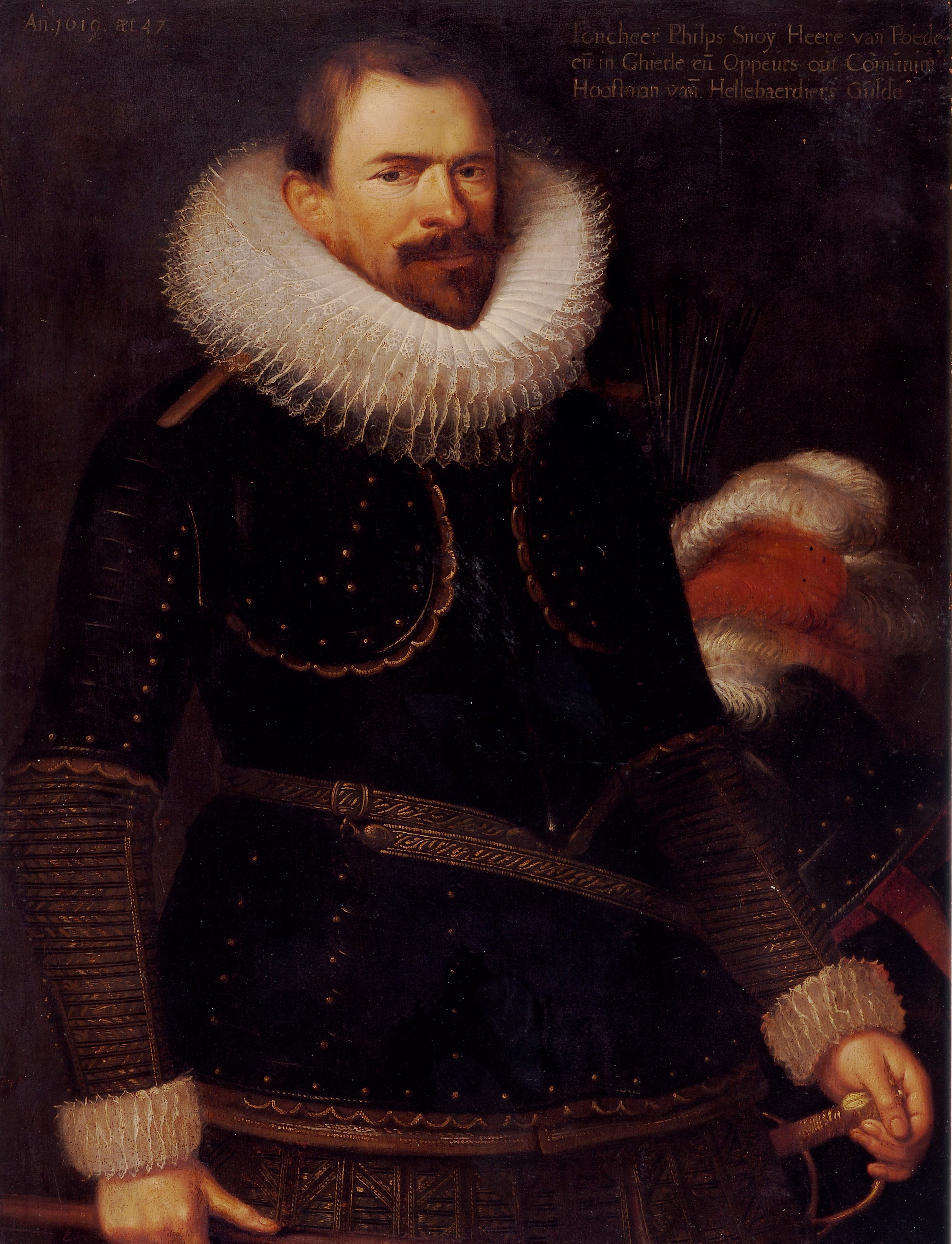
Ritratto di Philip Snoy, sindaco di Mechelen

Lucas Franchoijs il Vecchio (spesso citato anche come Franchoys; Malines, 1574 – Malines, 1643) è stato un pittore fiammingo specializzato in ritratti e opere di argomento storico.

## Biografia
Nacque in una famiglia di artisti. Sua sorella Cornelia sposò lo scultore Hendrik Faydherbe e il loro figlio Lucas divenne il principale scultore fiammingo della sua epoca. Lucas Franchoijs il Vecchio divenne maestro della Corporazione di San Luca nel 1599. Tra il 1613 e il 1640 fu diacono della Corporazione per sei volte.
Sposò Catharina du Pont il 13 gennaio 1605 ed ebbero tre figlie e due figli. Insegnò l'arte della pittura ai suoi figli Lucas e Peter. Nel periodo 1602-1604 fu pittore di corte a Parigi e a Madrid. A Parigi lavorò per Enrico II di Borbone-Condé per il quale realizzò diversi ritratti.  Nel 1610 dipinse una Pietà per la Cattedrale di san Bavone a Gand.
Morì a Malines.

## Opere
Il suo primo biografo Arnold Houbraken descrisse Franchoijs come un pittore noto per i suoi ritratti e opere di carattere storico-allegorico.  I suoi committenti appartenevano alla nobiltà.